# Die kulturellen Widersprüche des Kapitalismus
Die kulturellen Widersprüche des Kapitalismus ist der Titel einer Essaysammlung des amerikanischen Soziologen Daniel Bell, veröffentlicht 1976 (dt. Ausgaben 1976 und 1991).

## Drei Gesellschaftsbereiche
Im Anschluss an sein Werk zur postindustriellen Gesellschaft unterscheidet der Autor im titelgebenden Essay drei zentrale Bereiche: Wirtschaft, Politik, Kultur. Jeder dieser Bereiche gehorcht einem anderen axialen Prinzip:
1. die techno-ökonomische Ordnung dem axialen Prinzip der funktionalen Rationalität und der axialen Struktur von Bürokratie und Hierarchie
2. die politische Ordnung dem axialen Prinzip der Rechtmäßigkeit und der axialen Struktur der Repräsentation oder Partizipation (Parteien und soziale Gruppen als Vehikel der Repräsentation oder Mittel der Partizipation bei Entscheidungen)
3. die Kultur als einem Bereich des expressiven Symbolismus unterliegt dem axialen Prinzip des Selbst, das nach Selbstverwirklichung und Selbsterfüllung strebt.

## Strukturelle Spannungen
Zwischen diesen drei Bereichen kann es zu strukturellen Spannungen kommen „zwischen einer Gesellschaftsstruktur (im wesentlichen der technisch-ökonomischen), die bürokratisch und hierarchisch ist, und einer politischen Ordnung, die formal an Gleichheit und Partizipation glaubt; zwischen einer Gesellschaftsstruktur, die fundamental auf Rollen  und Spezialisierung hin organisiert ist, und einer Kultur, die sich mit der Erfüllung und Überhöhung des Selbst und der ‚ganzen‘ Person befasst.“

## Zentraler Wertekonflikt
Im Wohlfahrtskapitalismus tritt nach Bell ein zentraler Wertekonflikt zwischen den Sphären der Produktion und des Konsums auf. In der Produktion werde eine puritanische Arbeitsethik gefordert, die von Werbung und Freizeitindustrie mit hedonistischen Lockungen und Versprechungen konterkariert werde. „Man hat am Tage ‚korrekt’ und am Abend ein ‚Herumtreiber‘ zu sein.“